# St. Johannis (Woffleben)

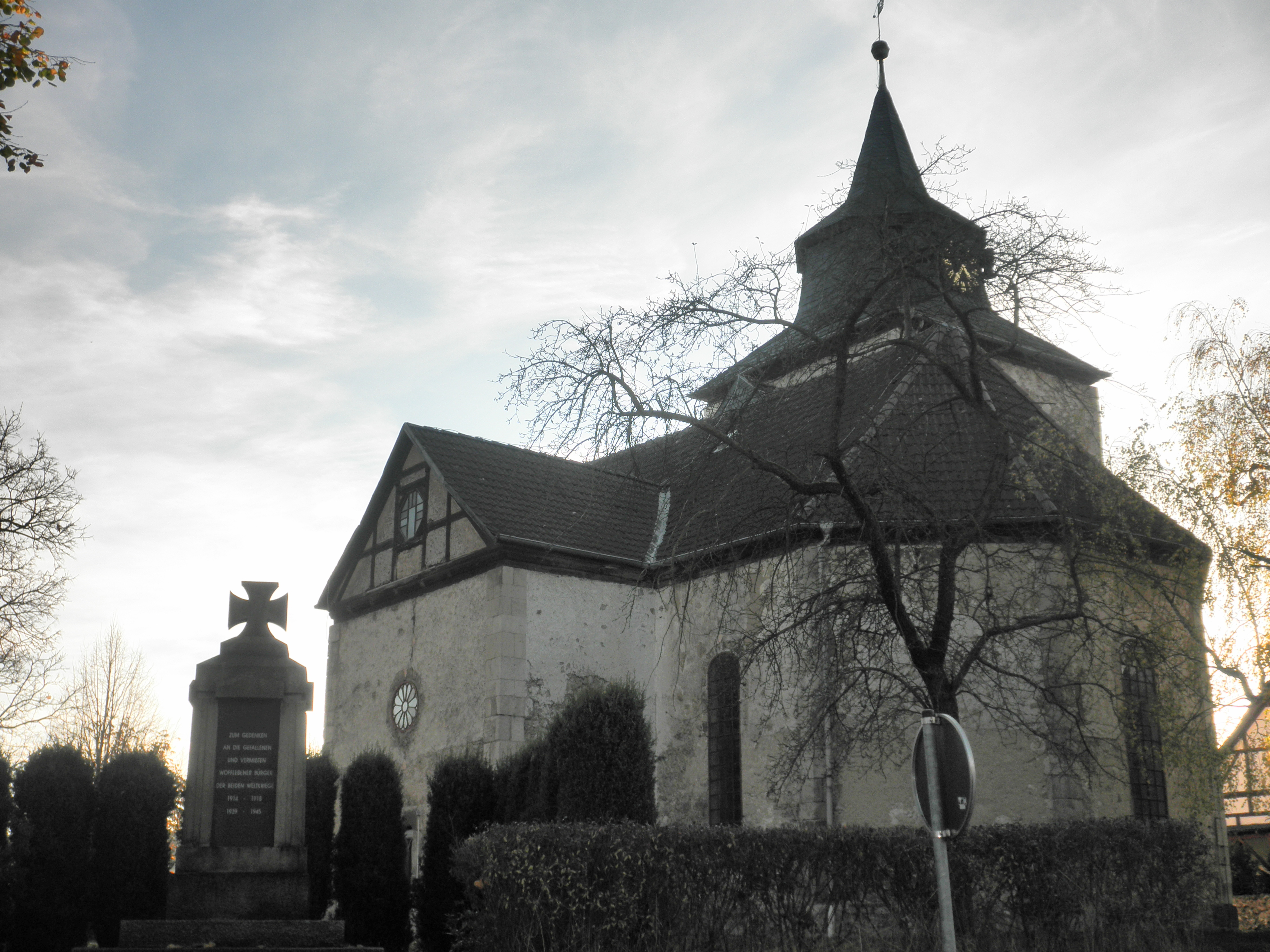
St. Johannis (Woffleben)

Die denkmalgeschützte evangelische Dorfkirche St. Johannis steht im Ortsteil Woffleben der Stadt Ellrich im Landkreis Nordhausen in Thüringen.

## Geschichte
Der kreuzförmige Zentralbau St. Johannis ist eine einzigartige Querschiffkirche, die auf Befehl Friedrichs des Großen von 1752 bis 1755 aus Bruchsteinen der Kirchenruine des nahen Klosters Walkenried erbaut wurde. Der Schlussstein über dem Eingangstor trägt deshalb die Initialen FR (Friedericus Rex) und die Jahreszahl 1752. Der Preußenkönig hatte dafür den 650 Jahre alten Vorgängerbau abreißen lassen. 
Rund 100 Menschen haben im Inneren Platz. Blickfang ist der barocke Altar mit dem Bildnis des Abendmahls, auch dieser stammt aus einer abgebrochenen Kirche. Anfang der 1930er Jahre wurde er mit Pferdefuhrwerken aus dem 100 Kilometer entfernten Runstedt bei Merseburg nach Woffleben transportiert. Runstedt war die erste von 16 Ortschaften, die dem Braunkohletagebau im Geiseltal zum Opfer fielen.
Auf der dreiseitigen Empore steht eine Knauf-Orgel die 1990/91 restauriert wurde. Zwei von ehemals drei Glocken gingen im Zweiten Weltkrieg verloren. Die verbliebene Glocke aus der ersten Hälfte des 14. Jahrhunderts hat einen Durchmesser von 92 cm und eine undeutliche Inschrift: „Ave Maria Grazia Piena Dominuste Benedigta TV IE.“ Die Turmuhr von 1907 wurde 1987 repariert.
In der DDR wurde das Gotteshaus vorübergehend baupolizeilich gesperrt. Seit etwa 1980 wurde die Kirche nach Reparaturen wieder zur Nutzung freigegeben. Seit 2020 zeigen sich schwere Baumängel im Mauerwerk. Auch die Empore musste aus Sicherheitsgründen gesperrt werden, die 14 Stützen sind teilweise zu zwei Dritteln geschädigt. Die Kirchengemeinde und die Deutsche Stiftung Denkmalschutz sammeln Spenden damit die notwendige Sanierung der einzigen Querschiffkirche im Südharz beginnen kann.
Die St. Johannis-Kirche steht heute unter Denkmalschutz und prägt das Ortsbild mit ihrer noch teilweise erhaltenen Kirchhofsmauer.